# Tabachir

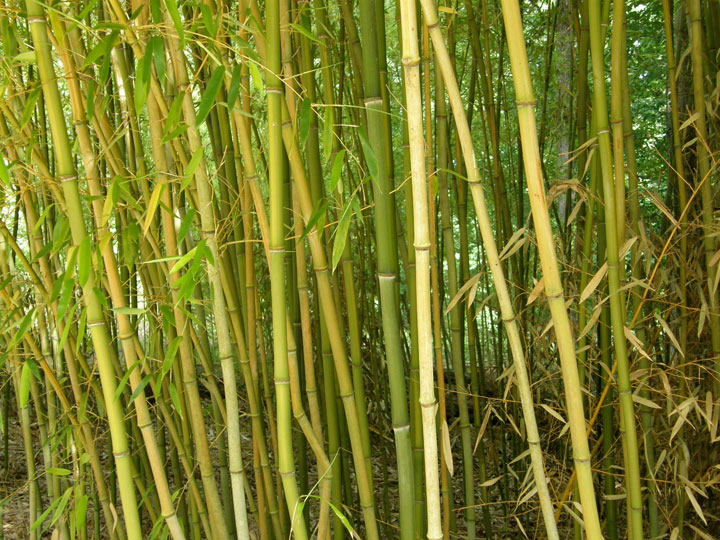
Le bambou

Le tabachir, ou tabashir (de l'hindoustani : तबाशीर, طباشیر), appelé aussi banslochan (बंसलोचन, بنسلوچن), parfois appelé « manne de bambou », est une substance translucide blanche, composée principalement de silice et d'eau avec des traces de chaux et de potasse, obtenue à partir des nœuds de certaines espèces de bambous.
Cette substance fait partie de la pharmacologie utilisée dans les systèmes de médecine traditionnelle ayurvédique et yunâni du sous-continent indien.
C'est aussi un ingrédient utilisé dans la médecine traditionnelle chinoise.

## Intérêt pour la santé
Le tabachir est réputé présenter plusieurs intérêts pour la santé humaine. Il est considéré comme antipyrétique, antispasmodique, antiparalytique, réparateur et aphrodisiaque.

## Variétés
Le tabachir qui présente une teinte bleutée (habituellement appelé neel ou neelkanth) est considéré comme supérieur au tabachir de couleur « plus pure » jaune ou blanche.

## Extraction
Toutes les tiges de bambous ne contiennent pas de tabachir. On trouve les tiges intéressantes en les secouant. Celles qui en contiennent rendent un crépitement provoqué par les fragments de tabachir desséchés qui se trouvent à l'intérieur. Ces tiges sont ensuite fendues pour en extraire le tabachir.
Les espèces de bambous exploitées pour la récolte de cette substance sont principalement Bambusa textilis, Schizostachyum chinense, Melocanna baccifera et Gigantochloa apus,.

## Histoire
Bien que faisant partie de l'ancien système de médecine ayurvédique, l'utilisation du tabachir pourrait être originaire des tribus Adivasis, aborigènes de l'Inde.
Le tabachir a été largement exporté de l'Inde depuis des milliers d'années, notamment par l'intermédiaire de négociants arabes pendant la période médiévale.
La ville de Thane, située près de la côte ouest de l'Inde, était célèbre comme centre de défrichage pour le tabachir au XIIe siècle de notre ère.
Le tabachir est appelé « σάκχαρον » (sakaron) dans les écrits de Dioscoride, pharmacologiste grec qui pratiquait à Rome au temps de Néron.

## Étymologie et synonymes
Le tabachir est appelé tvakchira (त्वक्षीर) en sanskrit, ce qui signifie « lait d'écorce »,.
D'autres noms dérivés du sanskrit ont également été appliqués au tabachir, notamment  vans-sharkar  « sucre de bambou », vans karpoor, « camphre de bambou » ) et  « manne de bambou ». 
En mandarin, il s'appelle 天竺黃  (tian zhu huang), ce qui signifie « jaune de bambou céleste ». Dans les ouvrages de matière médicale, il est désigné en latin « Concretio Silicea Bambusae ».
En français, le terme « tabachir » est attesté dans le Dictionnaire général de la langue française et vocabulaire universel des sciences, des arts et des métiers, publié en 1832.